# Marco Terragni
Marco Terragni (Paderno Dugnano, 26 de abril de 1930 — Milano, 29 de junho de 2006) foi um empresário, engenheiro e um inventor Italiano.
Foi um pioneiro da indústria da plástico.

## Biografia
Marco Terragni nasceu de uma família de agricultores em condições modestas. Graças à ajuda das freiras, conseguiu treinamento adequado e, nos anos 50, fundou a Covema, empresa especializada no setor de plásticos, com seu irmão Dino Terragni (um dos cinco irmãos). A empresa tinha mais de 2.000 funcionários e tornou-se líder mundial na produção de máquinas de extrusão, termoformagem e injeção de plástico. Graças ao sucesso da empresa, Marco e Dino também receberam vários prêmios da Câmara de Comércio de Milão pela exportação de produtos Covema para o exterior. A Covema srl também foi a primeira empresa do mundo a conceber e produzir máquinas de extrusão para a produção de Rafia. Em meados dos anos oitenta e devido a algumas controvérsias, Marco Terragni decidiu deixar a Covema e encontrou a Italproducts, que também incluía as empresas Tpa especializadas em termoformação de plástico e Omam Spa, que se especializaram em extrusão. Posteriormente, Marco Terragni decidiu fundir a Italproducts, Tpa e Omam spa em uma única empresa, a Agripak srl, para obter maior eficiência. Após a morte de Marco Terragni, as rédeas de Agripak passaram para seus três filhos Fabio, Patrizia e Massimo. Ainda hoje, a Agripak srl atua no setor de extrusão e termoformagem.
Marco Terragni também publicou numerosas patentes sobre extrusão, termoformação e moldagem por injeção de plástico.  Em 1974, Terragni, após experimentos conduzidos no RIAP Spa (empresa do grupo Covema), acaba sendo o O inventor do Cartonplast®, ou seja, a primeira chapa alveolar do mundo produzida através de um processo de extrusão de plástico com máquinas COVEMA. Marco Terragni detém a marca Cartonplast® desde 1974, como evidenciado pelo Gazeta do Quênia de 1974.

## Prêmios
- Premio Mercurio D'oro
- Medaglia d'oro agli esportatori
- Medaglia al commercio estero